# ダウ・東レ
ダウ・東レ株式会社（ダウとうレ、Dow Toray Co.,Ltd.）は、ダウ・ケミカルグループと東レの合弁会社。ダウグループ、東レのそれぞれの出資比率は65%と35%である。

## 概要
主な事業として、シリコーンをベースとする高機能材料の開発、製造及び販売を行なっている。

## 沿革

### 設立前
ダウ・東レは、東レ・ダウコーニングを前身としている。
- 1966年12月 - トーレ・シリコーンとして設立。
- 1989年12月 - 東レ・ダウコーニング・シリコーンと改名。
- 2004年9月 ‐ 日本ユニカー（現・ENEOS NUC）からシリコーン事業を承継。
- 2005年4月 - ダウコーニングアジアと統合し、東レ・ダウコーニングと改名。

### 設立後
- 2018年6月 - ダウ・東レ株式会社設立。
- 2019年2月 - デュポンとダウの分社に伴い、ダウ・東レはダウ社と東レの合弁会社として、東レ・ダウコーニングはデュポン社と東レの合弁会社（デュポン・東レ・スペシャルティ・マテリアル）に再編[2]。